# Adolfo Atienza
Adolfo Atienza Landeta (Madrid, 1º dicembre 1927 – 9 luglio 2008) è stato un calciatore spagnolo, di ruolo attaccante.

## Biografia
All'età di 14 anni si trasferì in Galizia con la famiglia. I genitori lavoravano come professori a Santiago di Compostela.
Anche suo fratello Ángel è stato un calciatore e nella stagione 1954-1955 hanno militato insieme nel Real Madrid.

## Caratteristiche tecniche
Era un'ala destra, abile con entrambi i piedi.

## Carriera
Dopo 5 stagioni nel Celta Vigo, nell'inverno del 1953 passò al Real Madrid. Vestì la maglia dei blancos fino al 1955, vincendo due campionati e una Coppa Latina.

## Palmarès
- Campionato spagnolo: 2

Real Madrid: 1953-1954, 1954-1955
- Coppa Latina: 1

Real Madrid: 1955